# Херсонська обласна філармонія

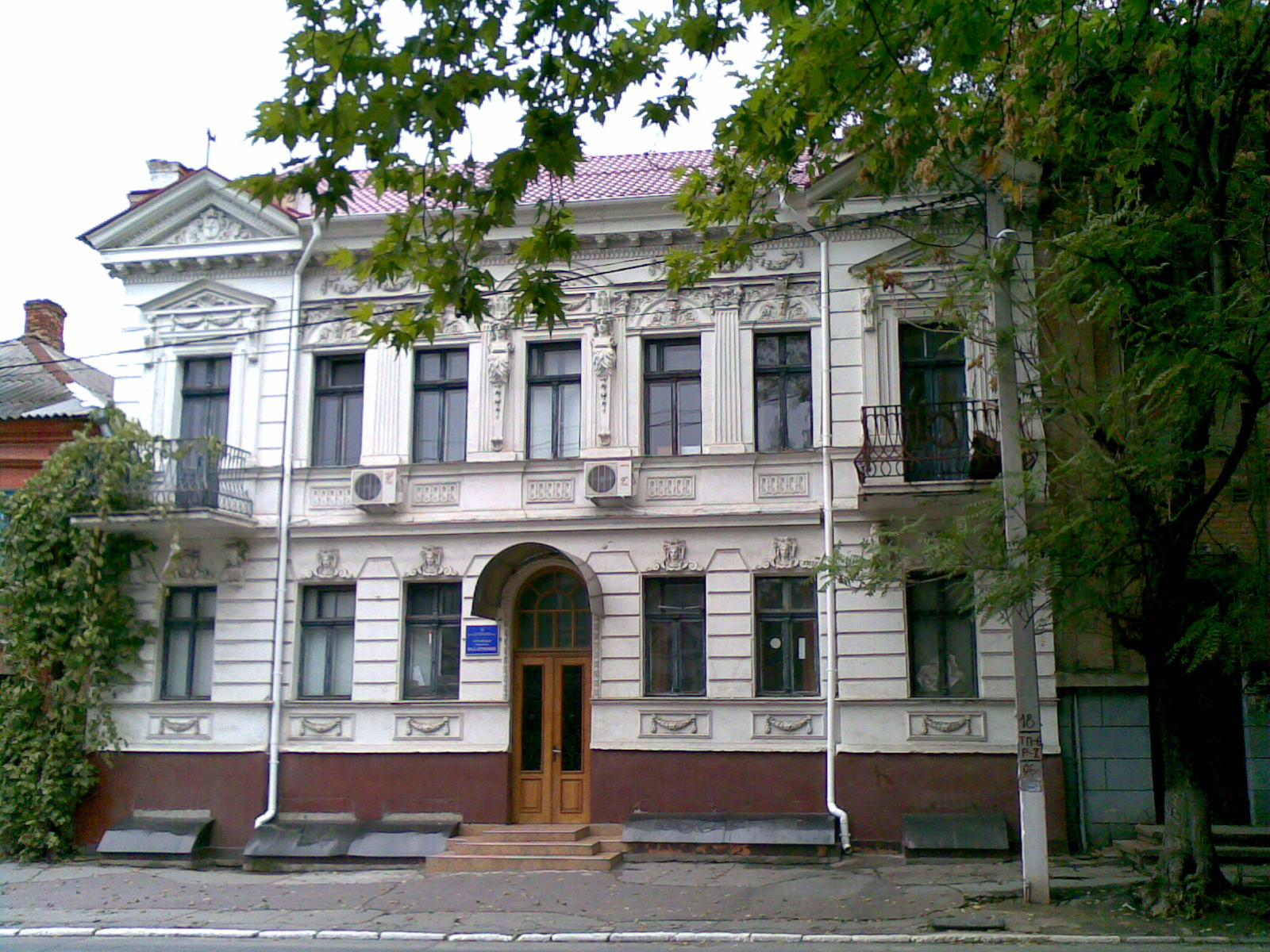

Херсонська обласна філармонія — філармонія обласного значення у Херсоні.
Адреса: м. Херсон, вулиця Театральна, 28.
Заснована 1945 року. У 1961 році філармонію очолив Ілля Добрикін, заслужений працівник культури України.
У закладі діє камерний оркестр «Гілея», чимало зусиль до її заснування доклав Григорій Вазін.
З 1994 і станом на 2009 рік філармонією керував Юрій Іваненко.
У філармонії працює народна артистка України Наталя Лелеко.
На початок 2019 року в Херсонській філармонії працювало 57 осіб, з яких 40 творчого складу.
28 вересня 2022 року російські окупанти розстріляли у власному будинку диригента філармонії Юрія Керпатенка за відмову з ними співпрацювати.